# Агус Харимурти Юдойоно
А́гус Хариму́рти Юдойо́но (индон. Agus Harimurti Yudhoyono; род. 10 августа 1978 года, Бандунг, Западная Ява, Индонезия) — индонезийский военный и политический деятель, отставной майор Стратегического резерва Сухопутных войск Индонезии. Старший сын Сусило Бамбанга Юдойоно, президента Индонезии в 2004—2014 годах, и его супруги Кристиани Херавати (Ани Юдойоно). Брат Эди Баскоро Юдойоно.

## Биография
Агус Харимурти Юдойоно родился 10 августа 1978 года в Бандунге. Окончил среднюю школу с уклоном в изучение военных дисциплин Таруна Нусантара в Магеланге (1997) и Военную академию Индонезии (2000). По окончании академии получил медаль «Ади Макаяса», вручаемую лучшему выпускнику академии, повторив этим достижение своего отца, также кавалера этой медали.
С 2000 по 2016 годы служил в войсках Стратегического резерва Сухопутных войск Индонезии. Последняя занимаемая должность — командир 203-го мотострелкового батальона (2015—2016). Последнее присвоенное воинское звание — майор.
В июле 2006 года Агус окончил Институт обороны и стратегических исследований Школы международных исследований имени С. Раджаратнама в Сингапуре, получив степень магистра стратегических исследований. Затем он продолжил обучение в Гарвардском университете.В сентябре 2009 года, выступая в Гарвардском институте государственного управления им. Джона Ф. Кеннеди, Юдойоно пошутил, что его сын стал «ещё одним студентом Гарварда, работающим на него», — ряд министров правительства Юдойоно, а также ряд высших армейских офицеров также окончили Гарвард.
Агус Харимури Юдойоно женат на фотомодели Аннисе Ларасати Похан, дочери бывшего заместителя директора Банка Индонезии. 17 августа 2008 года у пары родилась дочь — Алмира Тунгадеви Юдойоно (индон. Almira Tunggadewi Yudhoyono).
В 2016 году Агус ушёл в отставку из армии, чтобы участвовать в выборах губернатора Джакарты в качестве кандидата от Демократической партии (возглавляемой его отцом). Кандидатом в вице-губернаторы он назвал Сильвиану Мурни, чиновницу джакартской администрации и бывшего главу Центральной Джакарты. Кандидатуру Агуса поддержали Демократическая партия, Партия единства и развития, Партия национального пробуждения и Партия национального мандата. По итогам первого тура выборов Агус занял третье место, получив 17,06 % голосов избирателей и уступив действующему губернатору Басуки Чахая Пурнама (42,96 %) и Анису Басведану (39,97 %). Таким образом он вышел из предвыборной гонки и не участвовал во втором туре, где победу одержал Анис Басведан.

## Рекомендации
1. ↑  выгрузка данных Freebase — Google.
2. ↑  Hj. Ani Yudhoyono/profil (22 августа 2015). Дата обращения: 12 марта 2019. Архивировано 5 марта 2019 года.
3. ↑  Putra SBY Resmi Pimpin Yonif Mekanis 203/Arya Kamuning (22 августа 2015). Дата обращения: 12 марта 2019. Архивировано 7 сентября 2017 года.
4. ↑  'Tumpengan' marks Yudhoyono's 9-9-9 birthday. The Jakarta Post (10 сентября 2009). Дата обращения: 3 сентября 2010. Архивировано 7 июня 2011 года.
5. ↑  SuSilo BamBang YudhoYono. Towards Harmony Among Civilizations (англ.) // Harvard Asia Pacific Review[англ.] : journal. — Cambridge, 2010. — P. 6. Архивировано 7 ноября 2011 года.
6. ↑  Annisa Pohan-Agus Yudhoyono Menikah
7. ↑  VIVAnews — Susilo Bambang Yudhoyono: King of Popularity Архивировано 16 февраля 2009 года.. En.vivanews.com. Retrieved 18 April 2011.
8. ↑  Mundur dari TNI, Agus Yudhoyono Tak Dapat Uang Pensiun. Poskota News. 23 сентября 2016. Архивировано 16 января 2017. Дата обращения: 13 января 2017.
9. ↑  Carina, Jessi (25 октября 2016). Agus-Sylvi Nomor 1, Ahok-Djarot Nomor 2, dan Anies-Sandiaga Nomor 3. Kompas (индон.). Архивировано 19 декабря 2016. Дата обращения: 21 декабря 2016.
10. ↑  Tashandra, Nabilla (28 сентября 2016). Parpol Pengusung Agus-Sylviana Finalisasi Susunan Timses Jumat Pekan Ini. Kompas (индон.). Архивировано 7 марта 2017. Дата обращения: 6 марта 2017.
11. ↑  Pilkada Provinsi DKI Jakarta. Portal Publikasi Pemilihan Kepala Daerah 2017. General Elections Commission. Дата обращения: 22 февраля 2017. Архивировано 21 февраля 2017 года.